# Pin de l'Himalaya
Pinus wallichiana
Pour les articles homonymes, voir Himalaya (homonymie).
Espèce
Statut de conservation UICN

 LC  : Préoccupation mineure
Le Pin de l'Himalaya ou Pin pleureur de l'Himalaya (Pinus wallichiana) est une espèce de plantes de la famille des Pinaceae. C'est un arbre originaire de l'arc himalayen, de l'Afghanistan à la Birmanie.

## Synonymes
- Pinus excelsa Wall. ex Lamb.
- Pinus griffithii

## Description
Taille : jusqu'à 45 mètres.[réf. nécessaire]
Aiguilles : longues de 12-20 cm[réf. nécessaire], groupées par 5 en bouquets tombant, de couleur glauque, doux au toucher.
Fruits : cônes longs de 15-30 cm[réf. nécessaire], souvent groupés, et couverts de résine.
Écorce : brun orangé.

## Répartition et habitat
Pinus wallichiana vit dans l'arc himalayen, en Afghanistan, au Pakistan, en Inde, au Népal, au Bhoutan, en Chine et en Birmanie. 
Il pousse dans les vallées ou à la base des montagnes, à une altitude maximale de 2 700 m, sauf au Bhoutan où il atteint 3 400 m. Il peut être l'espèce largement dominante et former des forêts ou être mêlé à d'autres espèces de conifères (par exemple Cedrus deodara à l'ouest de son aire de répartition, et à l'est Pinus roxburghii, Abies spectabilis ou Abies densa, et Tsuga dumosa).
Cette espèce de pin a été introduite en France. L'un des premiers spécimens a été planté en 1844 au Jardin des plantes à Paris où on peut encore le voir au début du XXIe siècle.

## Galerie

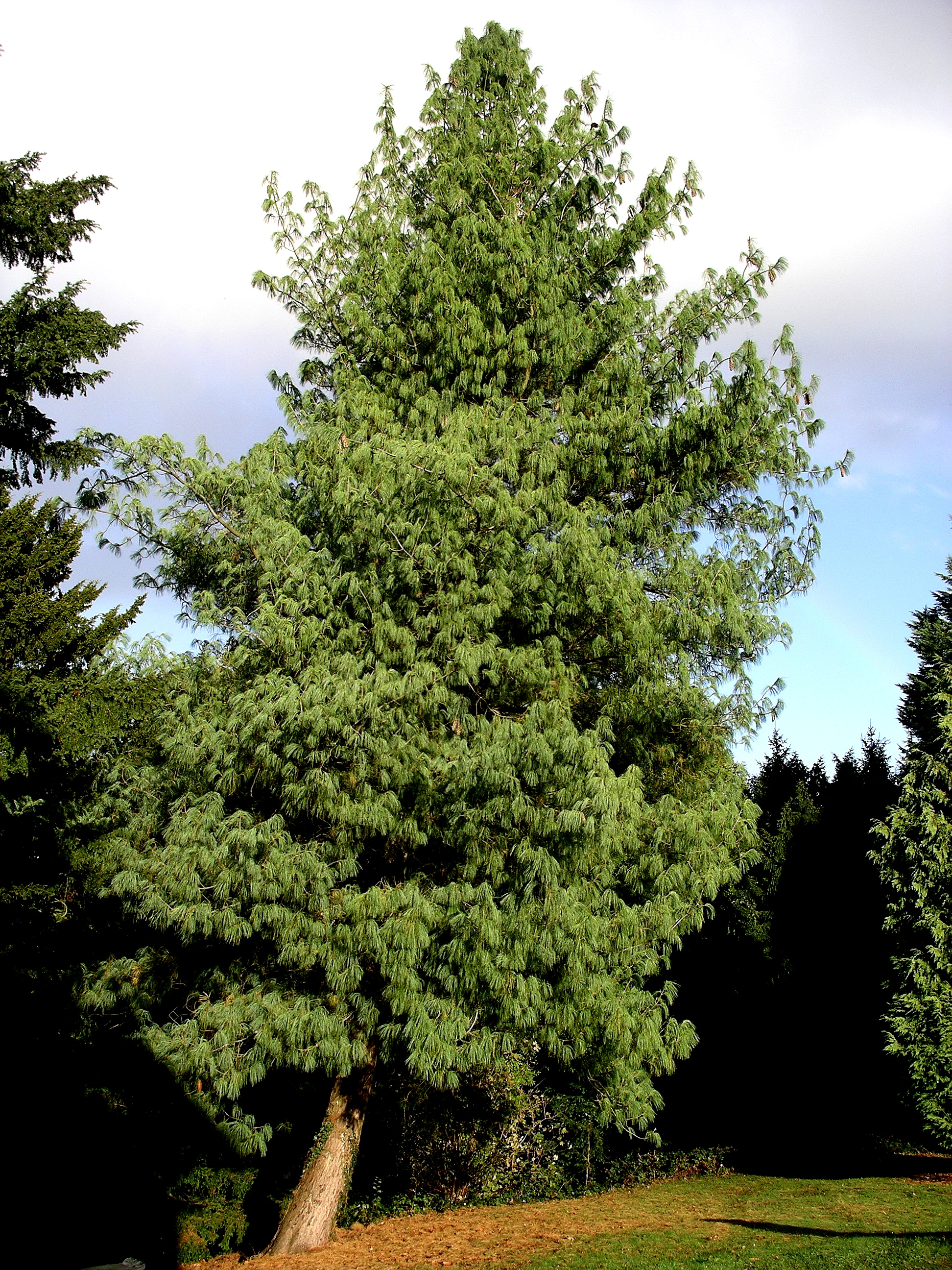
Pin de l'Himalaya.
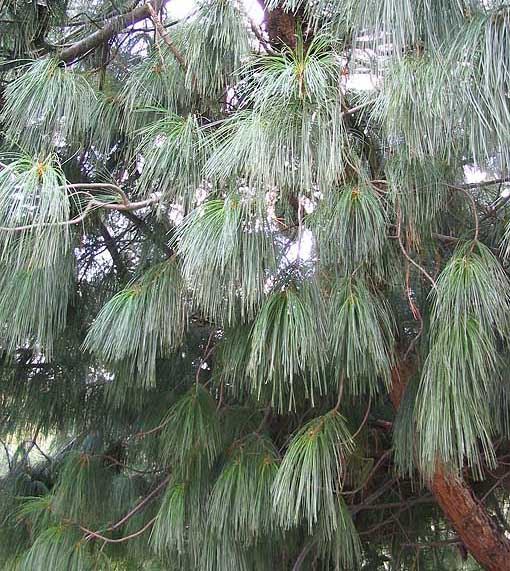
Aiguilles du pin de l'Himalaya.
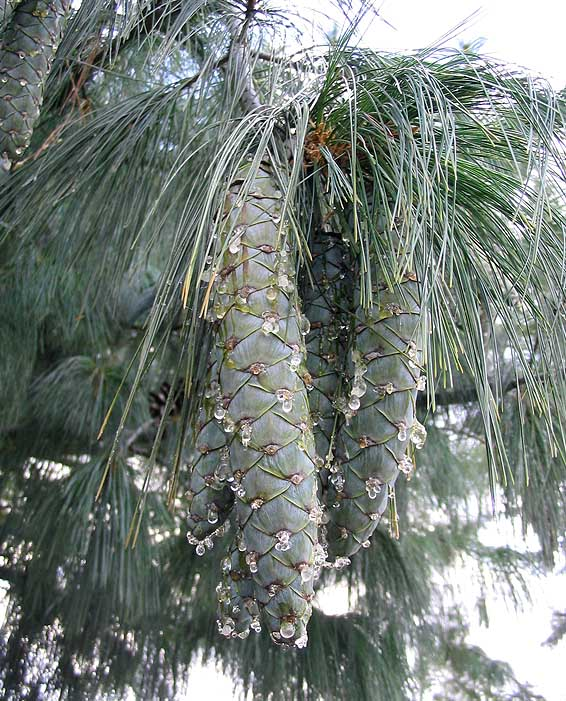
Cônes de Pinus wallichiana.
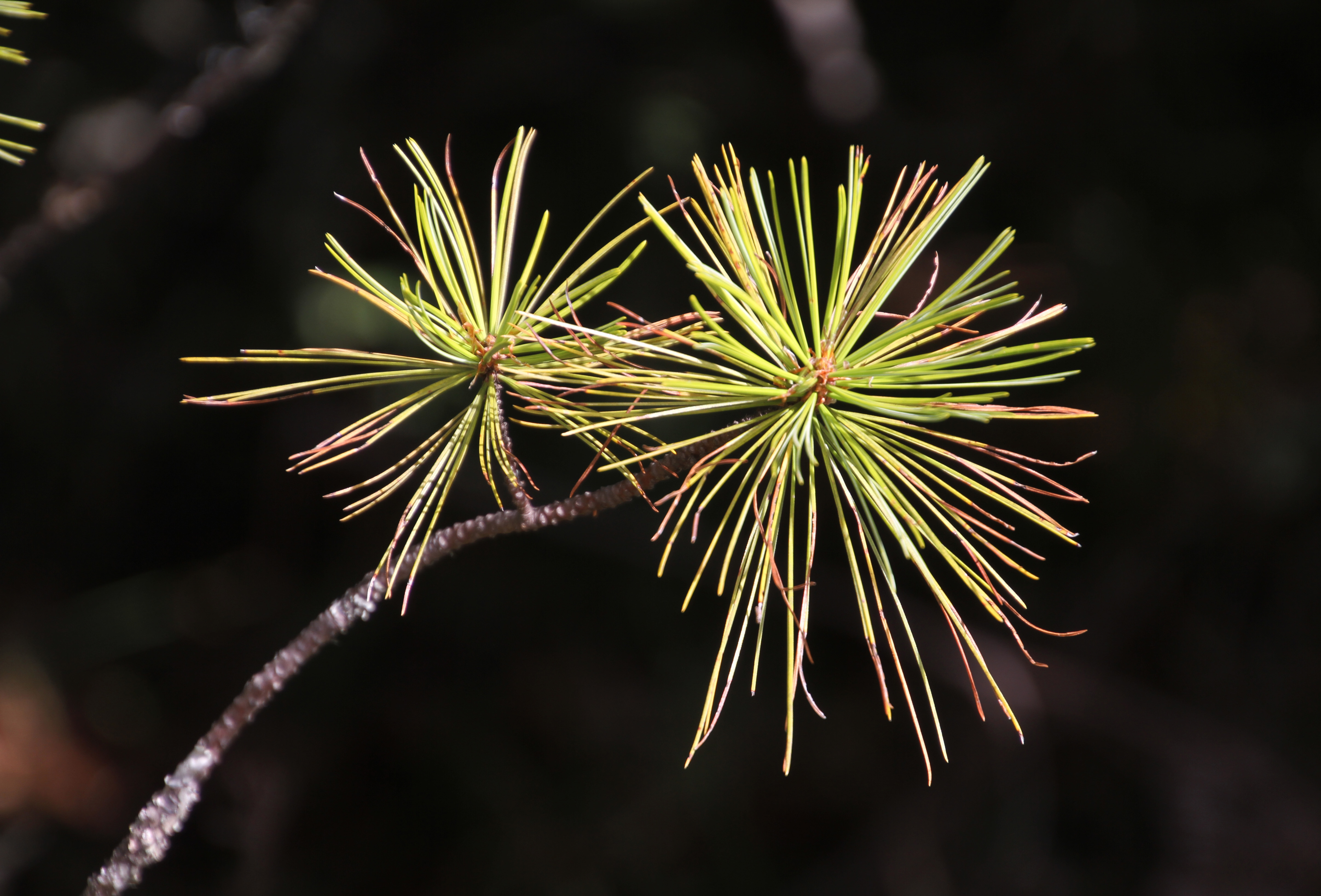
Branche avec des aiguilles.
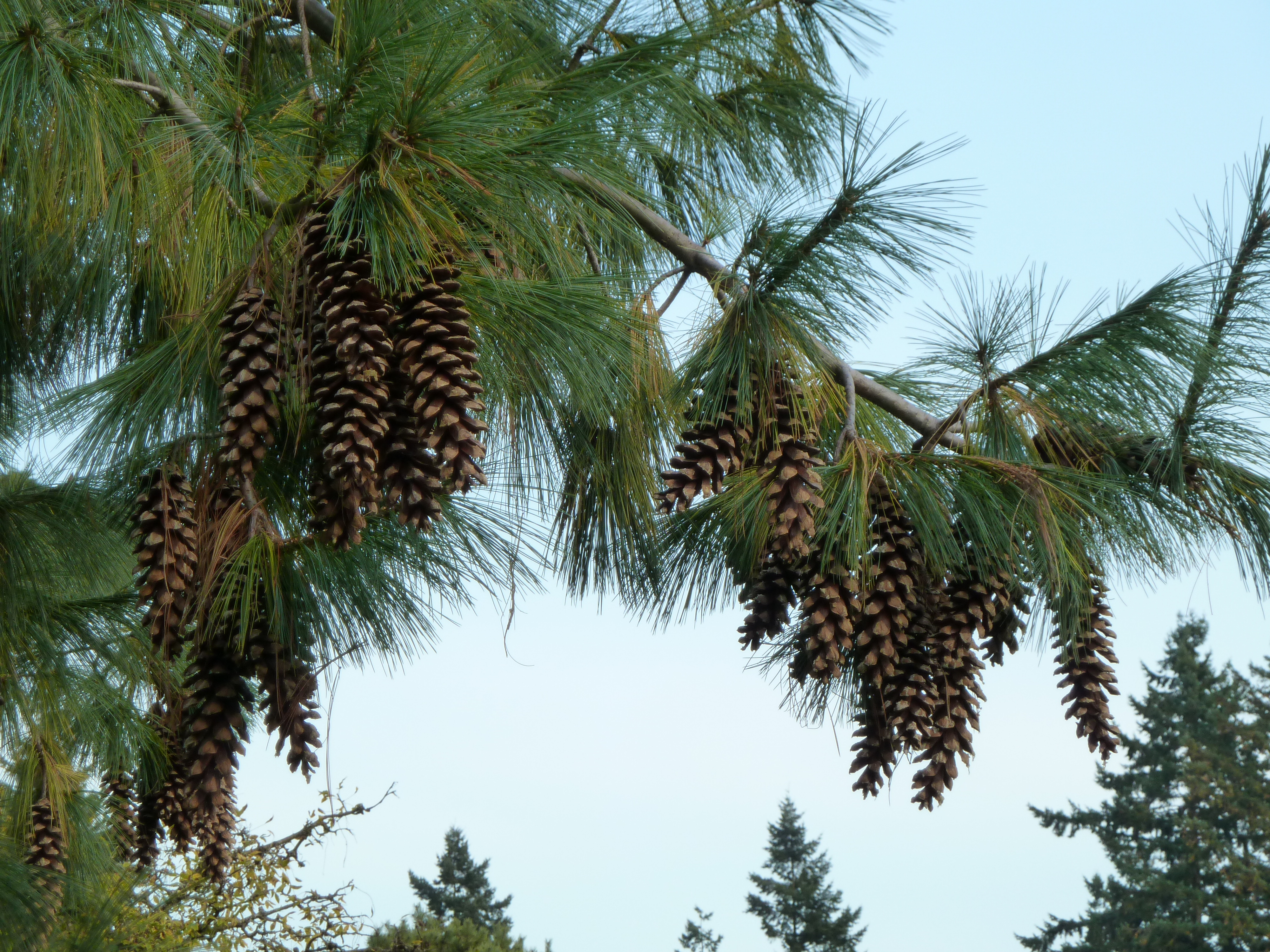
Cônes au jardin botanique VanDusen (en).
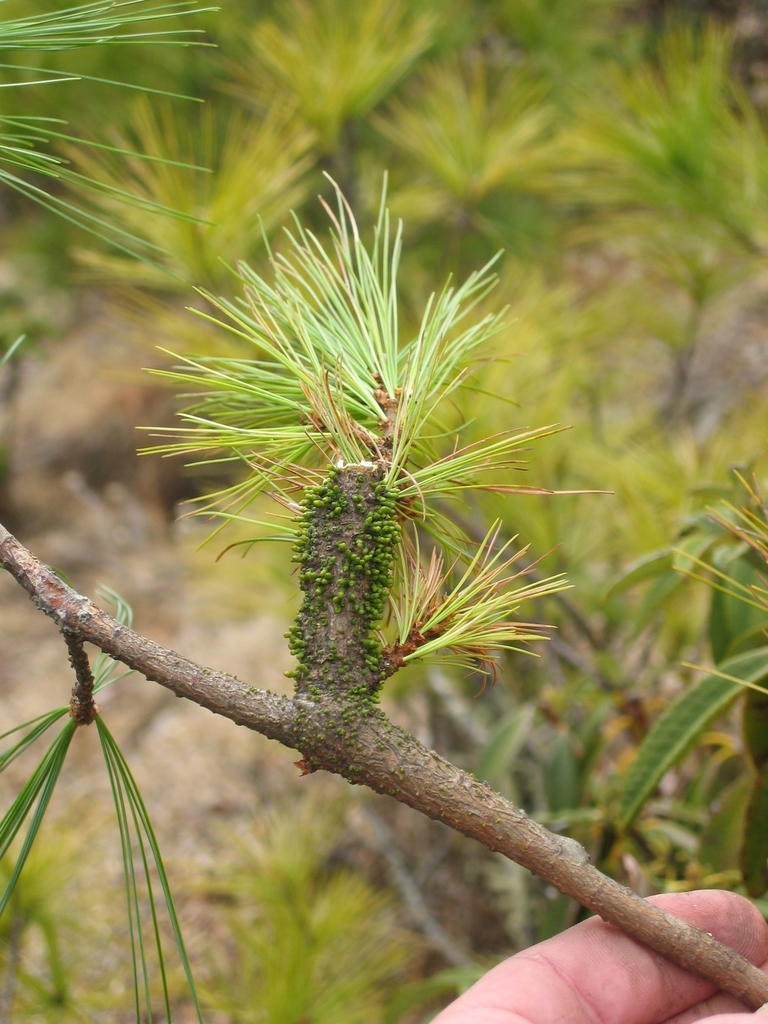
Branche parasitée par l'Arceuthobium minutissimum (en).
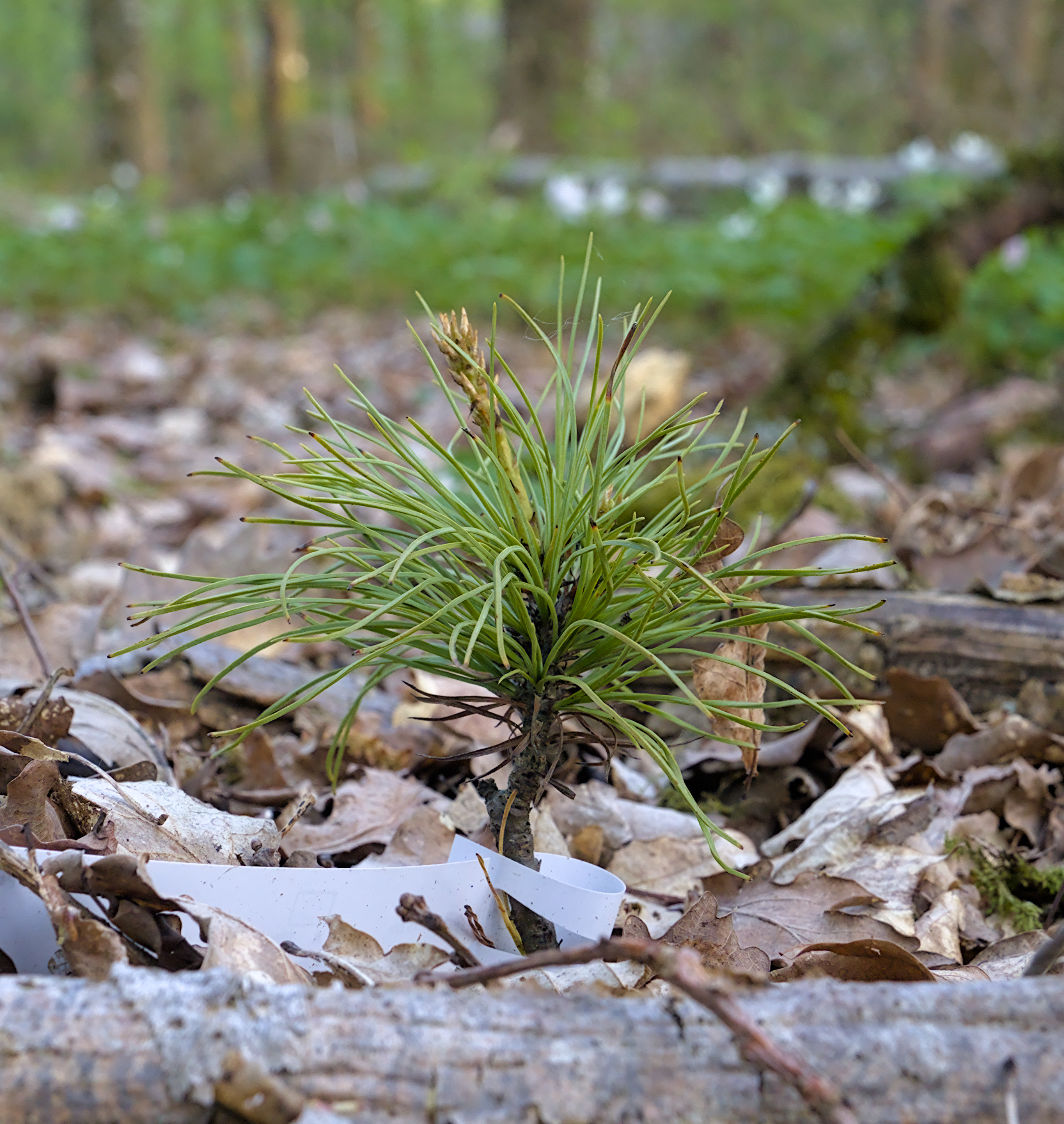
Jeune arbre.